# جيم رينغو
جيم رينغو (بالإنجليزية: Jim Ringo)‏ (و. 1931 – 2007 م) هو لاعب كرة قدم أمريكية أمريكي، ولد في مقاطعة أورانج، نيويورك، مركز لعبه هو مركز ‏، توفي في فيرجينيا بيتش، فيرجينيا، عن عمر يناهز 76 عاماً.

## التعليم
تعلم في جامعة سيراكيوز
.

## جوائز
حصل على جوائز منها:

قاعة مشاهير محترفي كرة القدم

## روابط خارجية
- جيم رينغو على موقع مرجع كرة القدم المحترفة.كوم (الإنجليزية)